# Kazuyoshi Miura
Kazuyoshi Miura (三浦 知良, Miura Kazuyoshi, Shizuoka, Prefectura de Shizuoka, Japó, 26 de febrer de 1967) és un futbolista japonès que juga com a davanter al Suzuka Point Getters de la Lliga japonesa de futbol.
Va jugar a la selecció japonesa des de 1990 fins al 2000, i va ser el primer japonès que va rebre el premi al futbolista asiàtic de l'any. Miura, que va esdevindre famós alhora que es creava la J.League el 1993, va ser una de les primeres estreles del futbol al país.
Miura té el rècord de ser el futbolista més veterà en marcar a la J-League, el futbolista amb la carrera professional més llarga del món, i, des del 2021, és el futbolista professional en actiu a una major edat en tot el món, amb 57 anys. També té la distinció possiblement única d'haver jugat a futbol professional en cinc dècades diferents (des de la dècada del 1980 a la del 2020). El seu germà gran Yasutoshi també fou futbolista professional.

## Selecció japonesa
Kazuyoshi Miura va disputar 89 partits amb la selecció japonesa.